# Keurboomstrand
Keurboomstrand is een dorp aan de kust in de regio West-Kaap in Zuid-Afrika, in de buurt van de Plettenbergbaai. Het dorp ligt aan de monding van de Keurboomsrivier. De namen verwijzen naar de keurboom die in deze streken te vinden is.

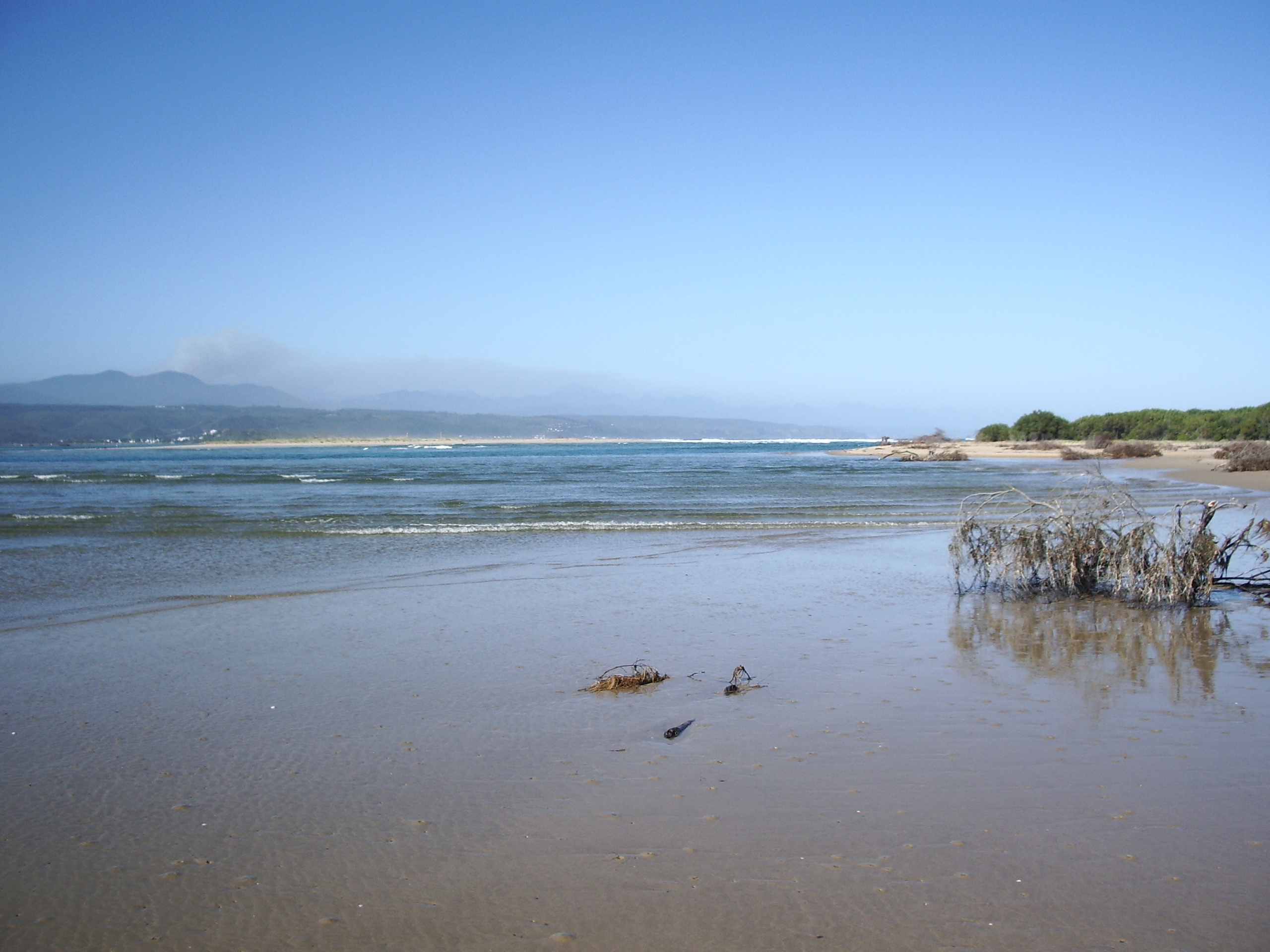
De kust bij Keurboomstrand